# Alain Milhaud
Alain Milhaud (Ginebra, 1930-Madrid, 24 de abril de 2018) fue un productor y mánager suizo que desarrolló buena parte de su carrera en España, donde es especialmente conocido por su labor junto al grupo Los Bravos y los Canarios.

## Biografía
Como productor, participó en numerosas grabaciones de los años sesenta, muchos de ellos grandes éxitos en España, como La moto de Los Bravos, Get on Your Knees de Canarios, Mammy Blue de Pop-Tops o «El garrotín de Smash.
Al final de la década de los 50, con una amplia experiencia adquirida en Francia en el mundo del disco, vino a España y fue contratado por el sello Bélter, participando en múltiples producciones del sello. Hacia mediados de los años 60 se mudó a Madrid donde fue contratado por discos Columbia, recomendado por José Luis Álvarez. Comenzó a colaborar en distintas producciones como con Los Canarios. Discos Columbia distribuía y manejaba sellos extranjeros como Decca (Inglaterra) o Barclay (Francia). A Alain le vino de perlas por manejar idiomas. De estas comunicaciones y después de, por casualidad, contactar con un grupo que regresaba después de pasar el verano en Baleares (los Sónor), Milhaud quedó sorprendido por la gran calidad del cantante solista del grupo, a quien rebautizaría artísticamente como Mike Kennedy. Surge la idea de realizar una coproducción hispano-francesa-inglesa. Con el apoyo de la cadena SER (El Gran Musical) se realiza un lanzamiento con un concurso para ponerles nombre, y así surgió el definitivo de Los Bravos. Su primer disco fue, por ello, "No sé mi nombre", recibiendo un éxito destacado. Se acuerda que el grupo se traslade a Londres donde graban su siguiente éxito que pasa a ser distribuido por Decca, Columbia y Barclay, con un gran éxito mundial. 
Éxitos como este le abren la puerta para producir nuevos grupos, como Los Pop Tops (ex-Tifones), a los que conoció en el Festival de Conjuntos de León al fijarse en el cantante de color Phil Trim. Después volvió a encontrarse con Teddy Bautista, al que había producido con anterioridad en discos Bélter cuando su grupo era Los Ídolos. Teddy y su grupo volvían de Estados Unidos donde habían grabado un LP bajo el nombre de The Canaries por su origen isleño. Alain les propuso nuevos contratos y así surgen Los Canarios, quienes grabarían éxitos como "Get on your knees". 
En paralelo montó su propia editorial musical que llegó a administrar el catálogo de Disney en España y un despacho de asesoría en propiedad intelectual ( API asesores ) con un enfoque  vanguardista en la época pero que abandonó decepcionado tras el plantón de su socio . Desde entonces y hasta su reciente fallecimiento siempre estuvo vinculado con el mundo musical, colaborando con sellos como Philips, Movieplay, Zafiro, etc, siempre al tanto de las nuevas hornadas musicales.
Concluyó su actividad profesional estando al frente de Bocaccio Ediciones Musicales. Fue durante esta etapa cuando, en 1971, a las órdenes de Oriol Regàs, el fundador de Bocaccio Ediciones Musicales, colaboró en el desarrollo del proyecto de ópera Être Dieu de Salvador Dalí, con música del compositor francés de vanguardia Igor Wakhévitch y libreto de Manuel Vázquez Montalbán.
Falleció en el Hospital Universitario La Moraleja de Madrid a causa de un tumor cerebral.